# Andrés de Santa Cruz
Andrés de Santa Cruz, né le 5 décembre 1792 à La Paz en Bolivie et mort le 25 septembre 1865 à Beauvoir-sur-Mer en France, est un militaire et un homme d'État sud-américain qui est maréchal du Pérou, de Bolivie et de Colombie tout en étant successivement président du Pérou, président à vie de la Bolivie et enfin le « Protecteur suprême » de la Confédération péruvio-bolivienne de 1836 à 1839.
Fils d'une mère indigène et d'un colon espagnol, il étudie au collège de San Francisco de La Paz avant d'entrer à l'université de San Antonio Abad de Cuzco aux côtés du futur général péruvien Agustín Gamarra. Au début des guerres d'indépendance, il combat dans l'armée royaliste espagnole sous les ordres du vice-roi Joaquín de la Pezuela avant d'être fait prisonnier à la bataille de la Tablada en décembre 1820.
Il décide de se mettre au service des armées patriotes, entrant dans l'armée de José de San Martín en 1821. Sa plus grande bataille est celle de Pichincha où il est chef d'État-major. Il devient ensuite général et participe à la Bataille de Junín, à l'issue de laquelle il est fait maréchal. 
En janvier 1827, après avoir été préfet de La Paz, il devient président du Pérou. Il démissionne le 9 juin pour passer au Chili où il devient ministre plénipotentiaire de Bolivie. Arrivée à La Paz, il prend le pouvoir et se fait proclamer président à vie de la Bolivie en 1829, pays qu'il dirige pendant près de 10 ans. Début des années 1830 il est appelé par le président péruvien Orbegoso, pour remettre de l'ordre dans le pays, ce pourquoi il entreprend une campagne militaire. À l'issue de cette campagne, il prend les pleins pouvoirs au Pérou et instaure la Confédération péruvio-bolivienne. 
Après avoir occupé le Pérou en tant que dirigeant de la Bolivie, Santa Cruz se décerne la fonction de « Protecteur suprême ». À la suite de l'effondrement de la Confédération, consécutif à la bataille de Yungay le 20 janvier 1839 contre les troupes chiliennes, il tente de reprendre le pouvoir à plusieurs reprises, sans succès. Exilé en France, il vit à Versailles. Plus tard, reconnaissant ses grandes qualités, la Bolivie, sous le gouvernement de Manuel Isidoro Belzu, lui confie la charge de diplomate en France, qu'il accomplit haut la main. Le gouvernement lui verse également une pension de 6 000 pesos. Il meurt en France en 1865. Ses cendres sont rapatriées officiellement en Bolivie en 1965, cent ans après sa mort.

## Jeunesse
Andrés de Santa Cruz est né le 5 décembre 1792 dans la ville de La Paz. Fils d'une famille de la noblesse coloniale formée par le maître de champ José de Santa Cruz y Villavicencio, noble membre créole de l'Ordre de Santiago, originaire de Huamanga, aujourd'hui Ayacucho au Pérou, et par Juana Basilia Calahumana héritière d'une famille riche de la ville de Huarina, près du lac Titicaca. Au moment de sa naissance, Santa Cruz est classé par son certificat de baptême comme espagnol, dénomination utilisée dans les colonies pour désigner la race blanche.
Il termine ses premières études à l'école de San Francisco dans sa ville natale et à l'école de San Buenaventura del Cuzco. Dans cette dernière, il rencontreé celui qui sera plus tard son premier allié puis son plus féroce rival : Agustín Gamarra. Il s'échappe de l'école en 1809 pour ne pas recevoir de châtiment à cause de son comportement. 

## Carrière militaire

### Dans l'armée royaliste
À 17 ans et obéissant à son père, Santa Cruz rejoint l'armée royaliste espagnole en tant que lieutenant du régiment « Dragons d'Apollobamba ». Ainsi commence sa carrière militaire, au début des guerres d'indépendance hispano-américaines. En 1811, il combat à la bataille de Huaqui, à la suite de laquelle il est promu lieutenant. Il combat ensuite sous les ordres du général Joaquín de la Pezuela dans les batailles de Vilcapugio et d'Ayohuma, en 1813.
En 1815, il participe à la répression contre le soulèvement indépendantiste du brigadier Mateo Pumacahua et collabore à l'extermination ultérieure des guérilleros dispersés. Il participe ensuite à l'offensive sur Tucumán sous les ordres du général José de la Serna. Il est déjà lieutenant-colonel lorsqu'il est fait prisonnier par le général Gregorio Aráoz de Lamadrid le 15 avril 1817 lors de la bataille de la Tablada de Tolomosa. Prisonnier à Tucumán, il est ensuite transféré à Las Bruscas, près de Buenos Aires. Il s'enfuit sur un navire anglais à Rio de Janeiro et revient au Pérou après un long voyage. À son retour, il est réintégré dans l'armée royaliste et se voit confier le commandement militaire du Chorrillos, d'où il doit étendre sa surveillance à Nazca, au sud. Ensuite, il est chargé du commandement des milices royalistes de Carabayllo, le même qui continue à renforcer la division exceptionnelle des hauts plateaux du centre pour affronter les forces patriotiques du général Juan Antonio Álvarez de Arenales. Après la bataille de Cerro de Pasco, le 6 décembre 1820, il est arrêté et emmené au quartier général des patriotes que le général José de San Martin a établi à Huaura. Là, il décide de changer de camp et d'embrasser la cause de l'indépendance.

### Dans l'armée indépendantiste
Avec le grade de colonel, il exerce ensuite le gouvernement provincial de Piura où il organise deux bataillons pour renforcer les positions patriotiques dans les environs de Cuenca (aujourd'hui en Équateur).
Le courant libérateur du Nord, dirigé par Simón Bolívar et qui a déjà rendu indépendant le Venezuela et la Colombie, se dirige vers la province de Quito. De là, Antonio José de Sucre, lieutenant de Bolivar, demande l'aide du Pérou contre les Espagnols qui ont bloqué son chemin dans la chaîne de montagnes de Quito. San Martin accepte d'envoyer une division sous le commandement de Santa Cruz. Ainsi convergent les deux courants libérateurs, celui du Nord (initié au Venezuela par Bolivar) et celui du Sud (initié à Rio de la Plata par Santa Cruz). Alors que Sucre, avec son armée représente la Grande Colombie, Santa Cruz, avec ses 1 300 à 1 500 soldats péruviens, incarne la contribution du Pérou à la lutte pour l'émancipation de Quito et de l'Amérique en général. La bataille de Pichincha se déroule le 24 mai 1822, et est une grande victoire pour les patriotes, qui prennent immédiatement Quito. À la suite de cette victoire, Santa Cruz est promu brigadier-général. Le Congrès péruvien lui décerne également la médaille du mérite le 22 octobre 1822.
Après la campagne de Quito, Santa Cruz continue de participer à la guerre d'indépendance sur le sol péruvien. Après l'échec de la première campagne intermédiaire, il dirige le 26 février 1823 une déclaration qui impose au Congrès la destitution du gouvernement suprême du Pérou et la nomination du colonel José de la Riva Agüero à la présidence de la République péruvienne. C'est le premier coup d'État de l'histoire républicaine du Pérou.
Déjà prestigieux comme militaire compétent, Santa Cruz se voit confier le commandement de la deuxième campagne intermédiaire, visant à affronter les derniers royalistes qui résistent encore dans le sud du Pérou. Avant de partir, il promet au Congrès de gagner ou de mourir, mais il ne fera ni l'un ni l'autre. Il remporte les batailles de Zepita, Sicasica et Ayo, avec des résultats mitigés, et mène finalement le retrait désastreux de son armée du Desaguadero vers la côte, à la recherche d'un port pour embarquer en septembre 1823.
En avril 1825, il est élevé au rang maximum de grand maréchal et nommé préfet de Chuquisaca. Au Nouveau Pérou, la nouvelle République de Bolívar (aujourd'hui la Bolivie) est créée, sous les auspices de Bolívar et avec Sucre comme premier président.

## Maître du Pérou

### Arrivée au pouvoir

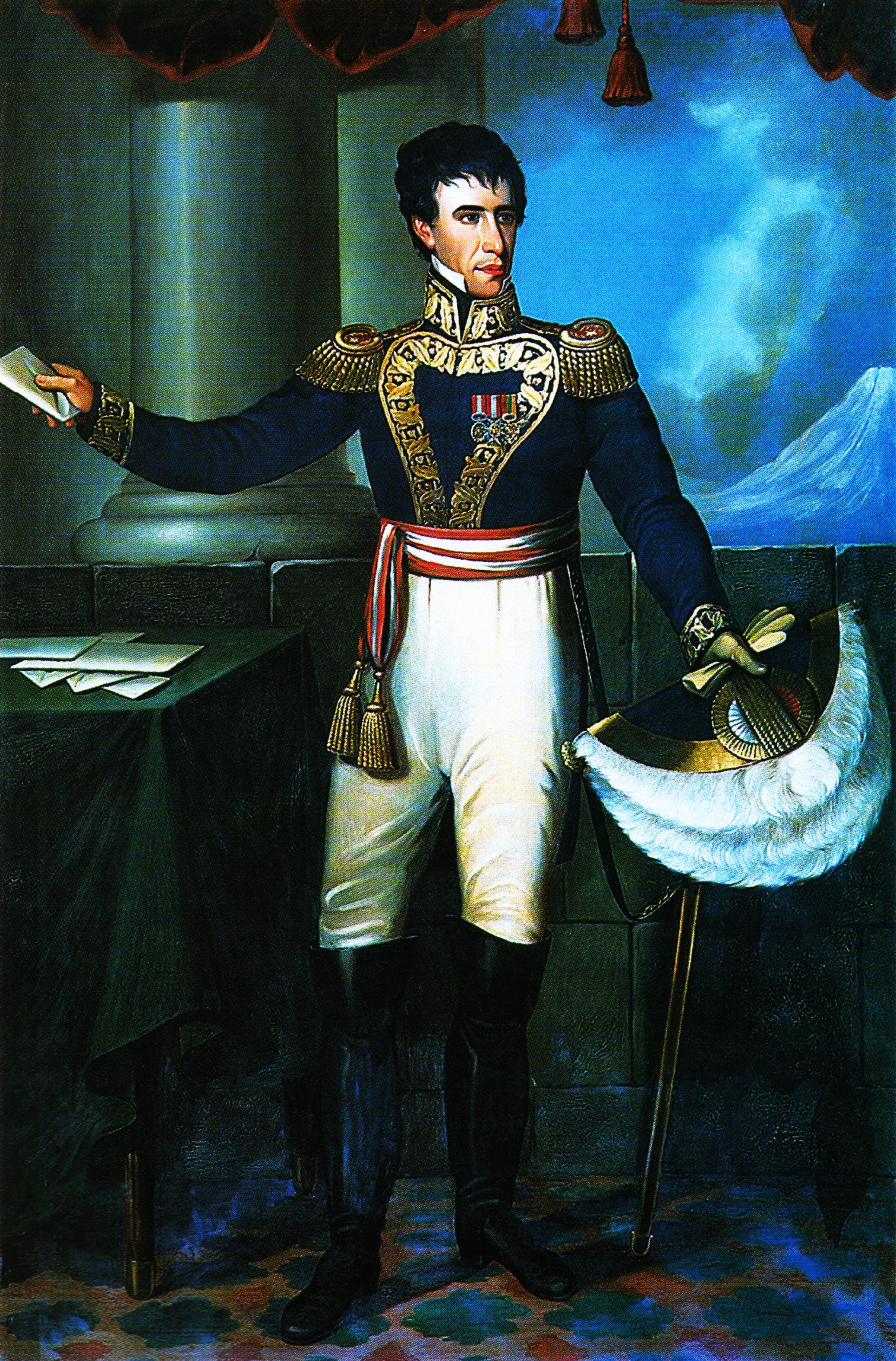
Portrait du maréchal Andrés de Santa Cruz.

Lorsque la mutinerie des troupes auxiliaires de la Colombie s'abat sur Lima et la réaction antibolivarienne subséquente du peuple de Lima le 27 janvier 1827, Santa Cruz est retiré dans la ville d'été de Chorrillos. Une assemblée populaire accepte de l'appeler pour diriger le pays, avec pour tâche de convoquer un congrès constitutif et de le réunir dans les trois mois pour élire le président constitutionnel et donner une nouvelle constitution. Santa Cruz accepte et préside ensuite un conseil d'administration, composé de Manuel Lorenzo de Vidaurre, José de Morales y Ugalde, José María Galdeano et le général Juan Salazar.
Dans l'accomplissement de la mission confiée, Santa Cruz convoque le deuxième Congrès constitutif du Pérou, qui après les élections, est installé le 4 juin de la même année sous la présidence du prêtre Francisco Xavier de Luna Pizarro, de tendance libérale. Après avoir tenté de suspendre les élections et de prendre les pleins pouvoirs, Santa Cruz se concentre finalement sur la prochaine tâche du Congrès, celle d'élire un Président de la République. 

### Chute
Santa Cruz se présente comme candidat à la présidence de la République et est soutenu par les conservateurs, mais les députés libéraux du Congrès choisissent d'élire le maréchal José de La Mar le 9 juin 1827. Mécontent, il tente de garder le pouvoir, mais est contraint de quitter ses fonctions, sous la pression de l’armée.
Avec d'autres généraux ambitieux tels que Agustín Gamarra, Santa Cruz forme un triumvirat qui se met au travail pour la chute de La Mar. Mais en attendant, le gouvernement le tient à l'écart, le désignant comme le ministre plénipotentiaire du Pérou à Santiago du Chili. C'est là qu'en mai 1828 a lieu l'invasion péruvienne de la Bolivie sous les ordres du général Gamarra qui, ayant pris les pleins pouvoirs au Pérou après la chute de La Mar, a l'objectif de mettre fin à l'influence bolivarienne dans ce pays. Le 6 juillet 1828, le traité de Piquiza est signé, par lequel le maréchal Antonio José de Sucre renonce au pouvoir qu'il exerce en Bolivie et accepte de retirer les troupes colombiennes. Comme Gamarra, Santa Cruz considère que Bolívar a commis une erreur en séparant le Haut et le Bas Pérou, alors ils proposent de les réunir à nouveau, bien que chacun ait un plan différent pour le réaliser.

## Président à vie de Bolivie
Après la fin de l'influence colombienne en Bolivie, ce pays est menacé de sombrer dans l'anarchie. C'est alors que le Congrès bolivien prend une décision importante : le 31 janvier 1829, il élit Santa Cruz président à vie. Santa Cruz, qui est au Chili, demande au Congrès péruvien la permission d'assumer ladite investiture, qui est accordée. Sur le chemin de la Bolivie, il passe par Arequipa, où il épouse la péruvienne Francisca Cernadas, avec laquelle il a de nombreux descendants. 
Le maréchal prend les pleins pouvoirs le 24 mai 1829. Le même jour, il promulgue une loi d'amnistie et abroge la Constitution de 1826. Libéral, il promeut une série de mesures réformistes, pacifie le pays, réorganise l'armée, restructure les finances publiques et apporte des améliorations dans le domaine économique et éducatif. En 1831, il démissionne du commandement provisoire devant l'Assemblée bolivienne (présidé par Casimiro Olañeta), mais il reprend de nouveau le pouvoir, avec le grade de maréchal et capitaine général de l'armée bolivienne (il est déjà grand maréchal de l'armée péruvienne et général de l'armée de La Colombie). Il reçoit également le titre de grand citoyen restaurateur de la patrie.
Dans la pratique du pouvoir, Santa Cruz dirige en dictateur, se comparant souvent à un monarque. Sous son influence, l'Assemblée bolivienne promulgue la Constitution libérale de 1831, qui, entre autres mesures, établit que le président a un pouvoir illimité. Sa mainmise sur la Bolivie entraîne des tensions avec le Pérou, dirigé par Gamarra, qui s'est également proclamé président à vie. 

## Protecteur Suprême

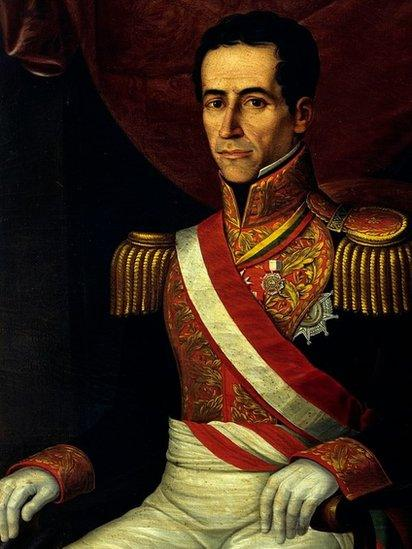
La maréchal Santa Cruz, protecteur suprême.

## «Protecteur Suprême»

### Instabilité et tensions entre le Pérou et la Bolivie
À cette époque, le Pérou vit un état d'anarchie. Le général Felipe Santiago Salaverry, qui se proclame chef suprême du Pérou en février 1835, après le départ de Gamarra, et prolongeant progressivement son mandat. 
Banni en Bolivie, Gamarra, hostile à Salaverry, tente de mettre en place une armée afin de reprendre le pouvoir suprême. Se méfiant de Gamarra, Santa Cruz apporte son soutien à Salaverry. Compte tenu de la situation critique au Pérou, Santa Cruz et Gamarra se rencontrent à Chuquisaca, où ils prévoient de réaliser le projet de la Confédération péruvienne bolivienne. Mais divergeant sur la division des deux pays, Gamarra et Santa Cruz rompent leurs négociations. 
Sans attendre, Gamarra franchit la frontière péruvienne-bolivienne (mai 1835) et occupe Puno et Cuzco, où il obtient l'adhésion d'importantes garnisons.
Alarmé par la présence de Gamarra sur le sol péruvien, Salaverry demande l'aide de la Bolivie, faisant usage d'une autorisation du Congrès donnée pendant la guerre civile de 1834, qui lui permet de demander une aide étrangère au cas où la République serait en grave danger. Santa Cruz s'intéresse à cette proposition, qu'il trouve très avantageuse, puis décide de mettre de côté ses relations avec Gamarra. 
Le pacte entre Santa Cruz et Salaverry est signé le 15 juin 1835 et Santa Cruz lui-même s'engage à envoyer son armée au Pérou pour rétablir l'ordre, après quoi il garantirait la formation d'une Assemblée représentative du nord du Pérou et d'une autre du sud, pour décider de la nouvelle forme de gouvernement du Pérou. Ensuite et conformément au pacte, Santa Cruz envahit le Pérou avec une armée de 5 000 Boliviens, qui s'est préparé pendant des années à cette fin.  
Gamarra, enragé contre Santa Cruz, poursuit sa marche vers Lima.

### Guerre civile
La guerre se déroule en deux temps. Dans un premier temps, elle oppose Santa Cruz à Gamarra. L'armée de Gamarra est définitivement vaincue par celle de Santa Cruz à la bataille de Yanacocha. Malgré cela, Santa Cruz, rêvant de son projet d'union entre les deux pays, se retourne contre son allié. Dans un deuxième temps, donc, la guerre oppose Santa Cruz à Salaverry. 
Après un premier triomphe dans la bataille d'Uchumayo, Salaverry est totalement vaincu par Santa Cruz lors de la bataille de Socabaya, le 7 février 1836, et tué le 18 à Arequipa.

### Création de la confédération péruvio-bolivienne

Drapeau de la Confédération.

L'assemblée des départements du sud du Pérou (Cuzco, Arequipa, Ayacucho et Puno), réunie à Sicuani, crée l'État péruvien du Sud et nomme Santa Cruz comme protecteur suprême (mars 1836). Quelques mois plus tard, l'assemblée des départements du nord (Amazonas, Lima, La Libertad et Junín) se réunit à Huaura (août 1836), qui accepte de créer l'État du nord du Pérou, accordant également le pouvoir politique à Santa Cruz en tant que protecteur suprême. D'un autre côté, en Bolivie, un congrès extraordinaire (Congrès de Tapacarí) se réunit en juin et autorise Santa Cruz à réaliser le projet de la Confédération.
Le 16 août 1836, Santa Cruz prend possession du commandement suprême à Lima, en sa qualité de Protecteur suprême de l'État. Par décret du 28 octobre de la même année, il crée la Confédération Pérou-Bolivie, composée de trois États :
- L'État péruvien du Nord
- L'État péruvien méridional
- L'État bolivien.

Santa Cruz convoque ensuite un congrès de plénipotentiaires des trois États, le soi-disant Congrès de Tacna, pour discuter des fondements de la structure administrative de la Confédération. Ce Congrès promulgue la soi-disant «Loi fondamentale de la Confédération Pérou-Bolivie», mieux connue sous le nom de Pacte de Tacna (mai 1837), qui officiet comme une magna carta ou constitution politique. Santa Cruz est désigné comme Protecteur de la Confédération Pérou-Bolivie, avec des pouvoirs extraordinaires, un mandat à vie et un droit de succession.
Le Pacte de Tacna ne satisfaisant ni les boliviens ni les péruviens, principalement parce que les plénipotentiaires du Congrès ont été imposés par Santa Cruz, ils décident de convoquer un autre congrès mais ce dernier est annulé sous ordre de Santa Cruz. 

Division en départements.

### Guerre et fin de la Confédération

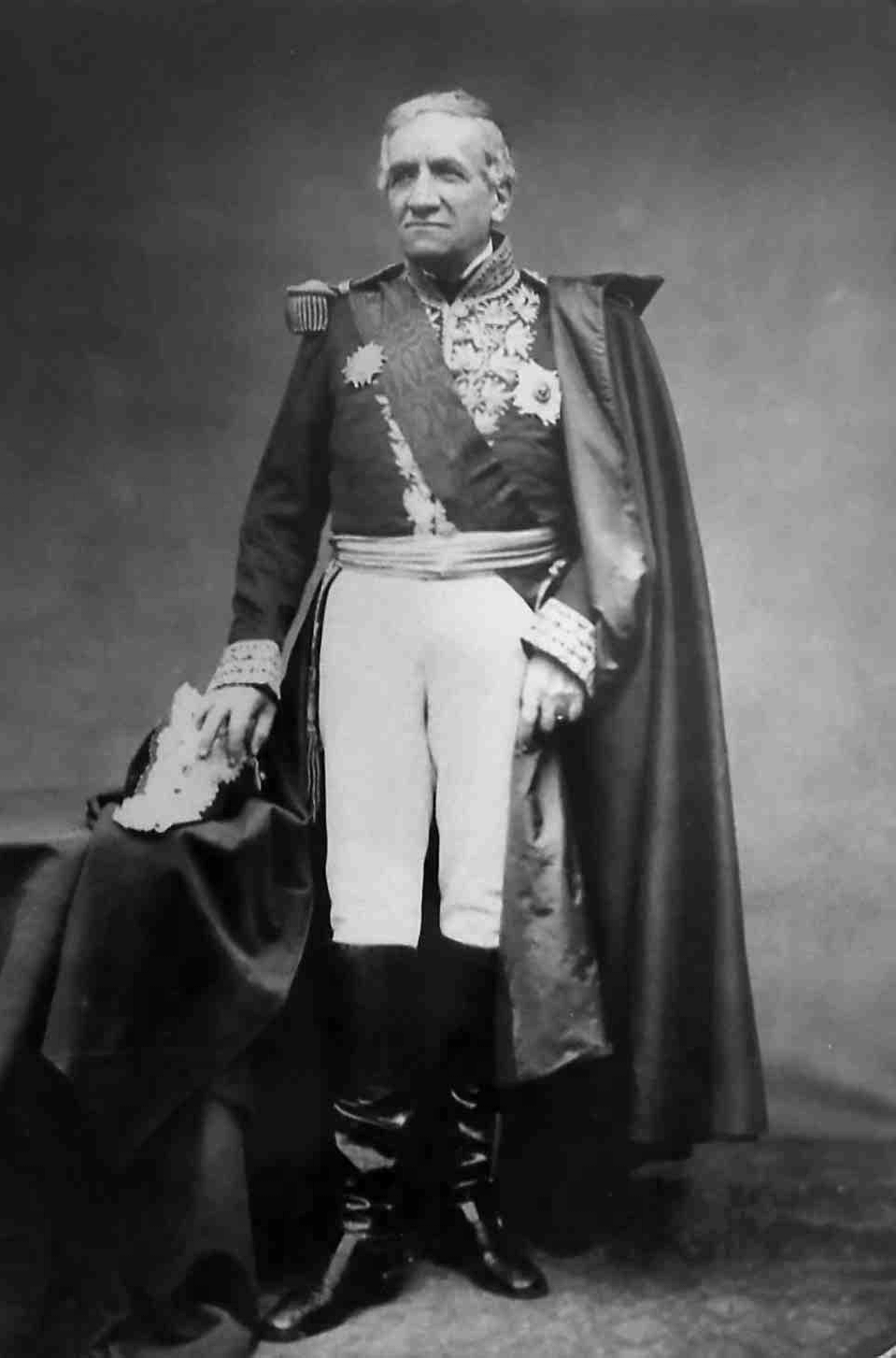
Photographie du maréchal Santa Cruz.

La création de la Confédération, ainsi que la figure de Santa Cruz comme sa plus haute autorité, suscitent le mécontentement des gouvernements du Chili et de l'Argentine, mais beaucoup plus de la part des premiers que des seconds. Ensuite, l'ennemi le plus acharné de la Confédération dirige le Chili : le ministre Diego Portales. Bien que José Joaquin Prieto soit le président du Chili, Portales est celui qui dirige de facto le pays, détenant trois des quatre ministères existants (Affaires intérieures et étrangères; Justice, culte et instruction publique; Guerre et marine, c'est-à-dire tous sauf le Trésor public). Portales voit le danger que la consolidation de la Confédération signifie pour les intérêts du Chili, car sous l'ombre de celle-ci l'hégémonie continentale qu'il désire ardemment pour son pays ne pouvait pas être réalisée.
Présentant une série de prétextes, le gouvernement chilien déclare la guerre à la Confédération le 26 décembre 1836. Bien que l’idée d’aller en guerre contre la Confédération soit extrêmement impopulaire dans l’opinion publique chilienne, la mort de Portales, le 3 juin 1837, abattu à Valparaíso par un bataillon qui se mutine précisément parce qu’il est contre la guerre, ouvre paradoxalement la voie à l'entrée définitive du Chili dans la guerre provoquée par Portales lui-même, car maintenant, après la mort du ministre, elle bénéficie d'un grand soutien populaire.
Les Chiliens envoient une première expédition au Pérou, appelée "Restauradora" et qui est commandée par l'amiral Manuel Blanco Encalada, et avec le soutien des émigrants péruviens opposés à Santa Cruz, dirigés par le général Antonio Gutiérrez de la Fuente. Après avoir débarqué à Islay et occupé Arequipa, les restaurateurs ne reçoivent pas le soutien de la population et sont encerclés par les forces confédérées de Santa Cruz. Les deux parties concluent un traité de paix, appelé le traité de Paucarpata le 17 novembre 1837, par lequel Santa Cruz autorise les Chiliens à retourner dans leur pays d'origine, à condition de reconnaître la Confédération. Alors que de l'autre côté, les Boliviens contiennent l'offensive argentine, l'armée bolivienne, sous le commandement du général Otto Philipp Braun, bat la Confédération argentine lors de la bataille du Monténégro, réalisant son retrait dans la région de Tarija et passant même la frontière.
Le gouvernement chilien ignore le traité de Paucarpata et une deuxième expédition part de Valparaíso. L'armée des émigrants péruviens est dirigée cette fois par Agustín Gamarra, désireux de prendre sa revanche sur Santa Cruz avec l' "Armée Unie".  
Cette expédition débarque à Ancon, à environ 37 km au nord de Lima, c'est-à-dire sur le territoire de l'État nord-péruvien, où la cause de la confédération n'est pas aussi populaire que dans le sud. Les restaurateurs décident alors de changer la scène du combat. Ils se retirent dans la Callejón de Huaylas, dans le nord du Pérou, où ils sont approvisionnés et réorganisés. Après une première rencontre indécise à Buin, les Confédérés, avec Santa Cruz en tête, sont définitivement battus lors de la bataille de Yungay le 20 janvier 1839.
Santa Cruz s'enfuit précipitamment à Lima, où il arrive après quatre jours de voyage. Les larmes aux yeux, il informe quelques amis de la défaite qu'il a subie. Mais il n'abandonne pas et marche vers Arequipa dans le but de monter en Bolivie et de déclencher une guerre de reconquête. Mais en arrivant à Arequipa, il apprend que deux armées se dirigeent vers lui. Voyant tout perdu, il renonce à tout son pouvoir le 20 février 1839 et se dirige vers le port d'Islay accompagné de quelques officiers fidèles. Là, il embarque sur la frégate anglaise Sammarang, en direction de l'Équateur. Ainsi finit son gouvernement en tant que protecteur de l'État binational péruvien et bolivien.
Après la chute de Santa Cruz et la dissolution de la Confédération, Gamarra reprend les pleins pouvoirs au Pérou.

## Exil et fin de vie
Au cours de ce séjour en Argentine, Santa Cruz se lie avec la famille du président Justo José de Urquiza. La fille d'Urquiza épouse le fils de Santa Cruz, Simón. Quelque temps plus tard, le maréchal vient en France et s'installe à Versailles, où sa famille vit. Nommé ambassadeur, diplomate et ministre plénipotentiaire par le gouvernement de Manuel Isidoro Belzu en Bolivie.

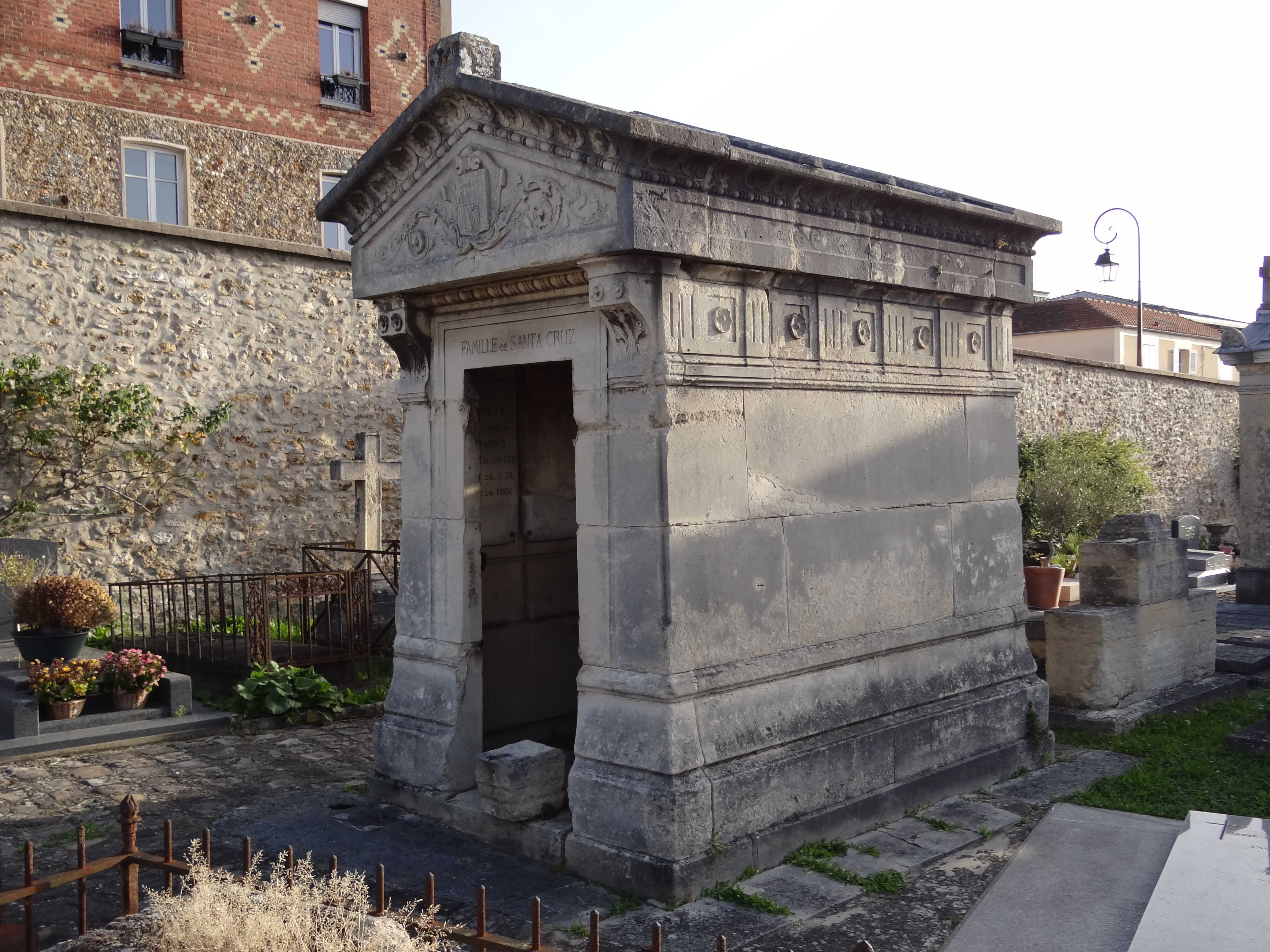
La chapelle funéraire où fut inhumé Andrés de Santa Cruz de 1865 à 1965 au cimetière Notre-Dame à Versailles (Yvelines).

Le maréchal meurt le 25 septembre 1865 à Beauvoir-sur-Mer, près de Nantes, et est inhumé dans la chapelle de la famille au cimetière Notre-Dame à Versailles. Peu de temps auparavant, en apprenant le conflit entre l'Espagne et le Pérou, il avait écrit une lettre passionnante au président péruvien Juan Antonio Pezet rappelant les gloires de l'indépendance et s'offrant pour tout ce qui était nécessaire.  
En 1965, ces cendres sont rapatriées officiellement en Bolivie et ré-inhumées dans un tombeau en marbre, dans la cathédrale métropolitaine Nuestra Señora de La Paz (es) près du palais présidentiel à La Paz.